# Lista de prêmios e indicações recebidos por Viola Davis
Com uma aclamada carreira no teatro e no cinema, a atriz estadunidense Viola Davis é um dos nomes mais premiados de sua geração. Davis estreou no teatro ao fim da década de 1980 com um papel na peça Joe Turner's Come and Gone, de August Wilson. Em 1996, a atriz foi indicada ao Prêmio Tony de Melhor Atriz Coadjuvante pela atuação na peça Seven Guitars e, posteriormente, venceu o prêmio na mesma categoria pelas peças King Hedley II e Fences. 
Em 2008, sua atuação no drama histórico Doubt rendeu-lhe a primeira indicação ao Óscar de Melhor Atriz Coadjuvante e ao Globo de Ouro de Melhor Atriz Coadjuvante em Cinema, além outros inúmeros prêmios. Em 2011, por sua performance em The Help, Davis foi novamente indicada ao Óscar e ao Globo de Ouro na categoria Melhor Atriz Principal e Melhor Atriz em Filme Dramático, respectivamente. Sua primeira vitória nos Prêmios da Academia se deu em 2016, com o aclamado Fences, pelo qual recebeu diversos prêmios na categoria de Melhor Atriz Principal.
Uma das mais prestigiosas atrizes de sua geração em cinema e teatro, Viola Davis é um dos poucos afro-americanos a receber mais de 1 indicação aos Prêmios da Academia e ao Globo de Ouro pelo mesmo trabalho. Juntamente com Octavia Spencer, Davis é a mais premiada atriz afro-americana da história.

## Prêmios e indicações
| Ano                           | Categoria                                 | Indicado/Obra               | Resultado | Ref.   |
| ----------------------------- | ----------------------------------------- | --------------------------- | --------- | ------ |
| Prêmios da Academia           |                                           |                             |           |        |
| 2008                          | Melhor Atriz Coadjuvante                  | Doubt                       | Indicado  | [ 6 ]  |
| 2011                          | Melhor Atriz Principal                    | The Help                    | Indicado  | [ 7 ]  |
| 2016                          | Melhor Atriz Coadjuvante                  | Fences                      | Venceu    | [ 8 ]  |
| 2021                          | Melhor Atriz Principal                    | Ma Rainey's Black Bottom    | Indicado  | [ 9 ]  |
| Prêmio BAFTA                  |                                           |                             |           |        |
| 2011                          | Melhor Atriz em Papel Principal           | The Help                    | Indicado  | [ 10 ] |
| 2016                          | Melhor Atriz em Papel Secundário          | Fences                      | Venceu    | [ 11 ] |
| 2018                          | Melhor Atriz em Papel Principal           | Widows                      | Indicado  | [ 12 ] |
| 2023                          | Melhor Atriz em Papel Principal           | The Woman King              | Indicado  |        |
| Emmy do Primetime             |                                           |                             |           |        |
| 2015                          | Melhor Atriz em Série Dramática           | How to Get Away with Murder | Venceu    | [ 13 ] |
| 2016                          | Melhor Atriz em Série Dramática           | How to Get Away with Murder | Indicado  | [ 14 ] |
| 2017                          | Melhor Atriz em Série Dramática           | How to Get Away with Murder | Indicado  | [ 15 ] |
| 2018                          | Melhor Atriz Convidada em Série Dramática | Scandal                     | Indicado  | [ 16 ] |
| 2019                          | Melhor Atriz em Série Dramática           | How to Get Away with Murder | Indicado  | [ 17 ] |
| Globo de Ouro                 |                                           |                             |           |        |
| 2008                          | Melhor Atriz Coadjuvante - Cinema         | Doubt                       | Indicado  | [ 18 ] |
| 2011                          | Melhor Atriz em Filme Dramático           | The Help                    | Indicado  | [ 19 ] |
| 2014                          | Melhor Atriz em Série Dramática           | How to Get Away with Murder | Indicado  | [ 20 ] |
| 2015                          | Melhor Atriz em Série Dramática           | How to Get Away with Murder | Indicado  | [ 21 ] |
| 2016                          | Melhor Atriz Coadjuvante - Cinema         | Fences                      | Venceu    | [ 22 ] |
| 2021                          | Melhor Atriz em Filme Dramático           | Ma Rainey's Black Bottom    | Indicado  | [ 23 ] |
| Prêmios SAG                   |                                           |                             |           |        |
| 2008                          | Melhor Atriz Secundária em Cinema         | Doubt                       | Indicado  |        |
| 2008                          | Melhor Elenco em Cinema                   | Doubt                       | Indicado  |        |
| 2011                          | Melhor Atriz em Cinema                    | The Help                    | Venceu    |        |
| 2011                          | Melhor Elenco em Cinema                   | The Help                    | Venceu    |        |
| 2014                          | Melhor Atriz em Série de Drama            | How to Get Away with Murder | Venceu    |        |
| 2015                          | Melhor Atriz em Série de Drama            | How to Get Away with Murder | Venceu    |        |
| 2016                          | Melhor Atriz Secundária em Cinema         | Fences                      | Venceu    |        |
| 2016                          | Melhor Elenco em Cinema                   | Fences                      | Indicado  |        |
| E! People's Choice Awards     |                                           |                             |           |        |
| 2014                          | Atriz Favorita de Série Dramática         | How to Get Away with Murder | Venceu    |        |
| 2015                          | Atriz Favorita de Série Dramática         | How to Get Away with Murder | Indicado  |        |
| 2014                          | Atriz Favorita de Série Dramática         | How to Get Away with Murder | Indicado  |        |
| Prêmios MTV Movie             |                                           |                             |           |        |
| 2012                          | Melhor Elenco                             | The Help                    | Indicado  | [ 24 ] |
| Prêmios Critics' Choice Movie |                                           |                             |           |        |
| 2008                          | Melhor Atriz Coadjuvante em Cinema        | Doubt                       | Indicado  | [ 25 ] |
| 2008                          | Melhor Elenco em Cinema                   | Doubt                       | Indicado  | [ 25 ] |
| 2011                          | Melhor Atriz em Cinema                    | The Help                    | Venceu    | [ 26 ] |
| 2011                          | Melhor Elenco em Cinema                   | The Help                    | Venceu    | [ 26 ] |
| 2016                          | Prêmio #SeeHer (Honorário)                | Viola Davis                 | Venceu    | [ 27 ] |
| 2016                          | Melhor Atriz Coadjuvante em Cinema        | Fences                      | Venceu    | [ 27 ] |
| 2016                          | Melhor Elenco em Cinema                   | Fences                      | Indicado  | [ 27 ] |
| 2018                          | Melhor Elenco em Cinema                   | Widows                      | Indicado  | [ 28 ] |